# پیتربورو (نیوهمپشایر)

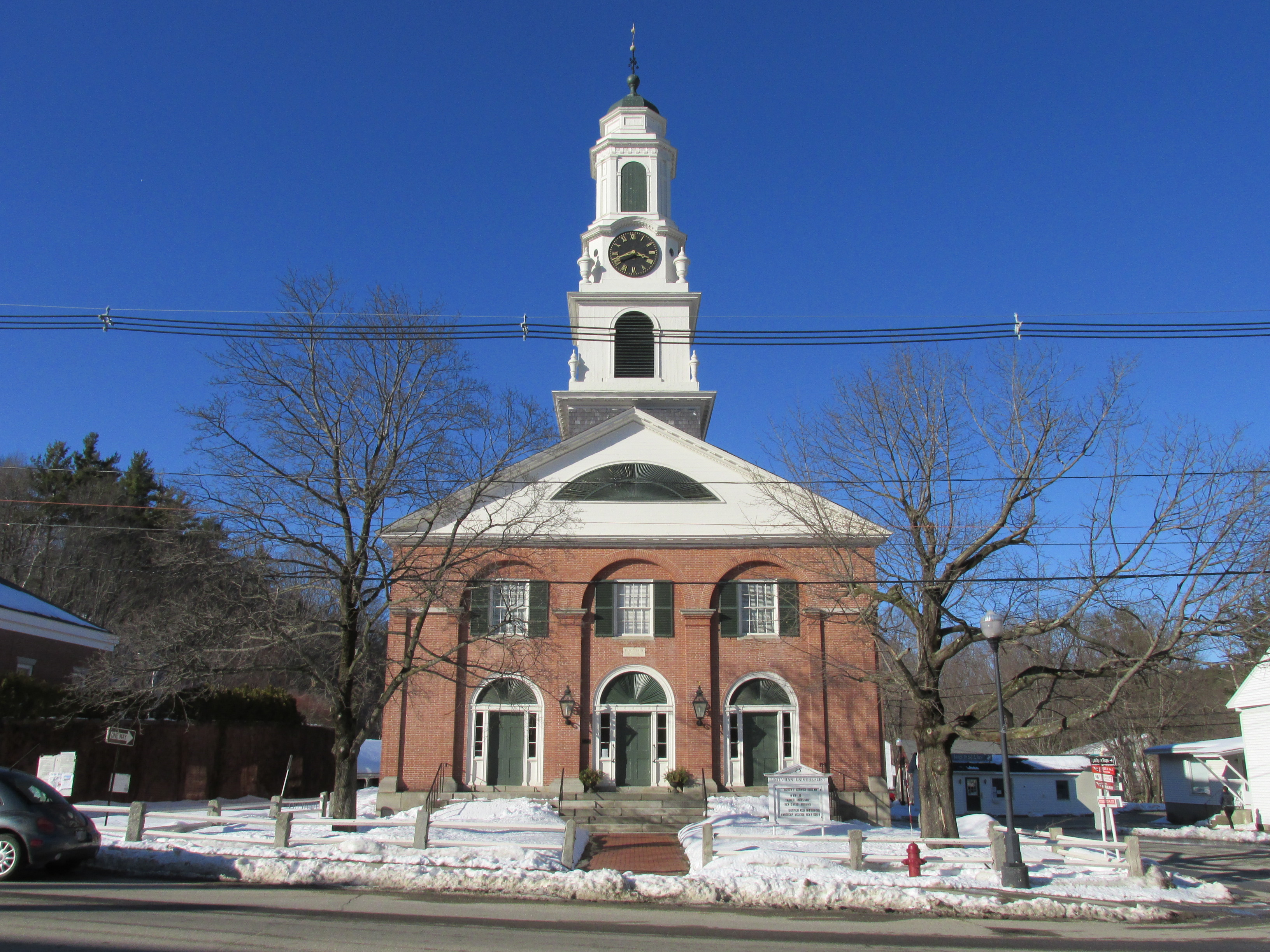

پیتربوروگ (به انگلیسی: Peterborough) شهری در ایالت نیوهمپشایر کشور ایالات متحده آمریکا است که جمعیت آن در سرشماری سال ۲۰۱۰ میلادی، ۳٬۱۰۳ نفر بوده‌است.